# The Beach
The Beach is een Brits-Amerikaanse film uit 2000 van regisseur Danny Boyle naar het gelijknamige boek uit 1996 van Alex Garland. De hoofdrollen worden vertolkt door Leonardo DiCaprio, Virginie Ledoyen, Tilda Swinton, Robert Carlyle en Guillaume Canet.

## Verhaal

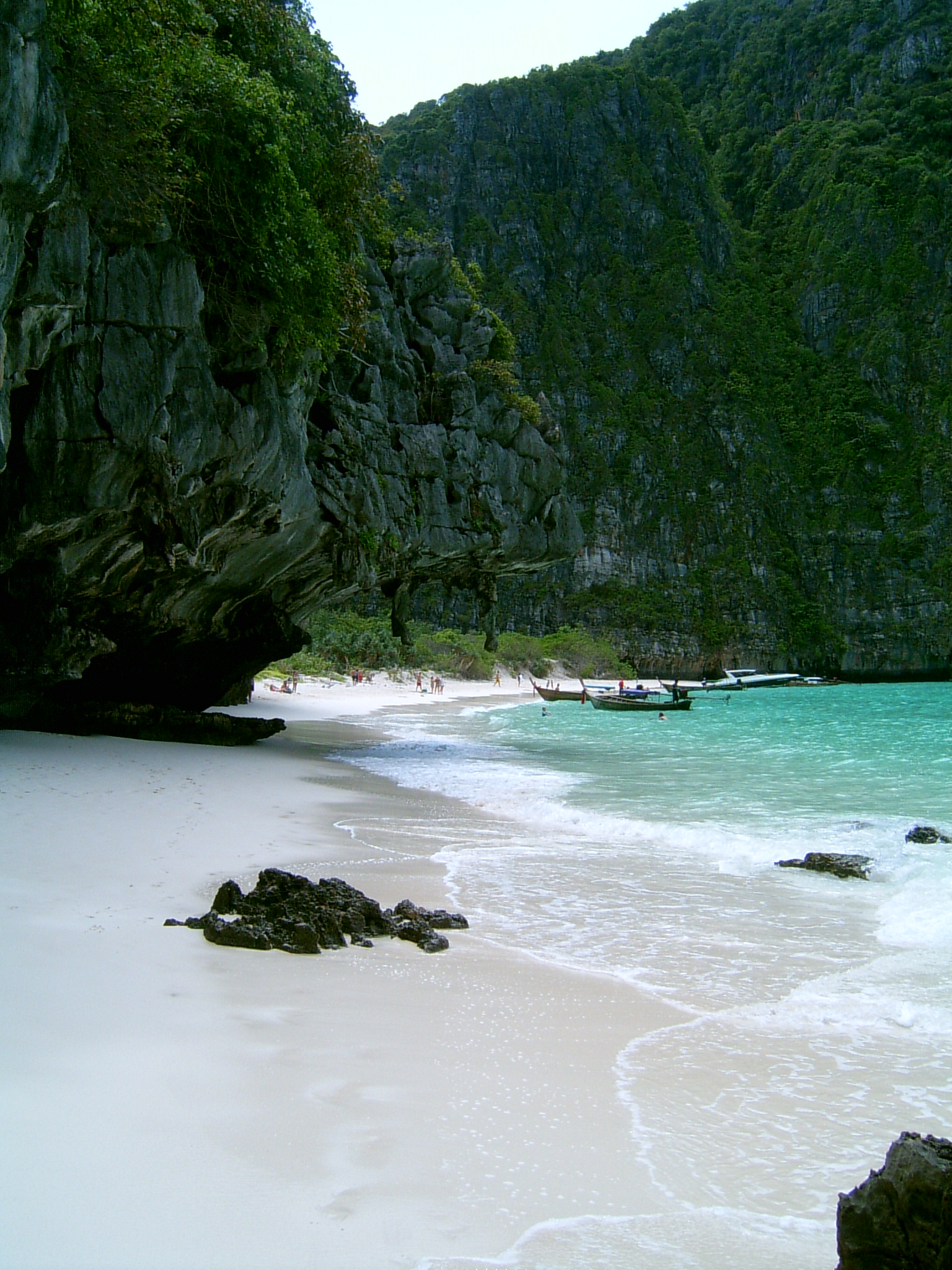
De opnames vonden plaats op Koh Phi Phi Lee.

Richard is een jonge Amerikaan die op reis gaat naar Thailand. Hij heeft zin in avontuur, maar lijkt daar niet meer kans op te maken dan elke andere toerist. In de hotelkamer naast hem zitten twee jonge Franse toeristen, Etienne en diens vriendin Françoise. Aan de andere zijde woont de bizarre Daffy. Hij praat over een eiland, een zogenaamd paradijs, dat bijna niemand kent of kan bereiken. Richard besteedt er niet veel aandacht aan, maar vindt de volgende dag een kaart met instructies over het eiland. Hij wandelt meteen de kamer van Daffy binnen, maar treft hem dood aan.
Na de politie te hebben ingelicht, vertrekt Richard samen met Etienne en Françoise naar het paradijs. Etienne regelt het vervoer, maar vindt niemand die hen naar het eiland wil brengen. De drie jongeren besluiten naar het eiland te zwemmen. Richard laat twee bevriende surfers een kopie van de landkaart na en vertrekt. De drie zijn door het dolle heen wanneer ze na lang zwemmen aankomen. Het eerste wat ze merken, is een enorme wietplantage. Voor Richard is dit hemel op aarde, maar de pret is niet van lange duur want even later merkt hij zwaarbewapende mannen op. Zij bewaken de plantage en dulden geen indringers.
Richard, Françoise en Etienne kunnen vluchten. Ze wandelen de rivier af op zoek naar het parelwitte strand van het eiland. Even lijkt een waterval hen tegen te houden, maar na lang aarzelen wagen ze alle drie de sprong. Onderaan de waterval worden ze opgewacht door Keaty, die hen meeneemt naar een commune, waar de mensen samenwonen in en rond een zogenaamd longhouse. Keaty stelt de drie nieuwelingen voor aan zijn vrienden en aan Sal, de leidster van de commune. Het eiland blijkt in twee verdeeld te zijn: de zwaarbewapende mannen beheren het ene deel en het andere deel is in handen van de commune, op voorwaarde dat de commune zich nooit naar het andere deel van het eiland begeeft. Richard heeft het erg naar zijn zin, maar creëert steeds meer gevoelens voor Françoise. De twee beginnen stiekem een relatie. Wanneer Etienne dat ontdekt, is hij echter niet razend. Sterker nog, hij wil Richard de kans geven om een degelijke relatie te beginnen met Françoise. Richard heeft nu alles wat hij wilde, er is geen vuiltje aan de lucht.
Op een dag keert Richard samen met Sal terug naar het vasteland. Er moeten enkele noodzakelijke inkopen gedaan worden en iedereen heeft wel iets nodig. Maar op het vasteland loopt Richard de twee surfers terug tegen het lijf. Ze praten over de kopie van de landkaart, hetgeen Sal hoort. Richard had haar beloofd dat hij niemand anders over het eiland verteld had, maar dat blijkt nu dus een leugen te zijn geweest. Sal weigert Richard terug mee te nemen, maar wanneer de twee samen in bed belanden, lijkt Sal hem de leugen te vergeven.
Een dag later merkt Sal de twee surfers op in de buurt van het eiland. Sal verplicht Richard om hen op te wachten om zo de kopie van de kaart te kunnen vernietigen. Ondertussen vertelt zij aan de rest van de commune dat ze seks had met Richard. Françoise is woedend en Richard trekt zich terug in het woud. Hij lijkt gek te worden en communiceert in zijn gedachten met Daffy. De surfers worden ontdekt door de zwaarbewapende mannen en vermoord. Richard keert terug naar de commune en raadt hen aan om te vluchten. Niemand lijkt te luisteren en het wordt zelfs erger als Sal de kans krijgt van de zwaarbewapende mannen om Richard te doden volgens Russische roulette. De aanwezigheid van de surfers was zijn schuld en nu moet hij boeten. Sal gaat akkoord en vuurt het wapen af, maar zonder kogel. De rest van de commune is geschokt en keert terug naar het vasteland. De laatste scène van het longhouse toont een troosteloze Sal, die voorovergebogen op de vloer zit, en een man, die zich verweesd tegen de totem in het longhouse op de grond laat zakken. De scène impliceert dat beiden niet mee terugkeren naar het vasteland. Terwijl het volgens de opbouw van het verhaal plausibel zou zijn dat de man Bugs is - het vriendje van Sal - is hij op de scène niet als zodanig herkenbaar.
Richard pikt de draad terug op en leidt opnieuw zijn vroegere leven. In een internetcafé kijkt hij zijn e-mails na. Hij vindt een bericht van Françoise, met een groepsfoto. De foto toont de leden van de commune op het strand, met het commentaar "Parallel Universe / X / Françoise".

## Rolverdeling
| Acteur             | Personage |
| ------------------ | --------- |
| Leonardo DiCaprio  | Richard   |
| Tilda Swinton      | Sal       |
| Virginie Ledoyen   | Françoise |
| Guillaume Canet    | Etienne   |
| Robert Carlyle     | Daffy     |
| Paterson Joseph    | Keaty     |
| Lars Arentz-Hansen | Bugs      |
| Staffan Kihlbom    | Christo   |

## Productie
Het productieteam van The Beach is grotendeels hetzelfde als dat van de film Trainspotting (1996). De filmmakers baseerden zich op het boek The Beach (1996) van Alex Garland. Regisseur Danny Boyle hoopte Ewan McGregor te kiezen voor de hoofdrol. McGregor speelde eerder al de hoofdrol in de cultfilm Trainspotting. Maar naar verluidt kreeg Boyle van de filmstudio een groter budget als hij de protagonist Amerikaans maakte en Leonardo DiCaprio koos. DiCaprio was in die dagen een tieneridool, voornamelijk door zijn vertolking in de blockbuster Titanic (1997).
Het parelwitte strand van het eiland uit de film ziet er in werkelijkheid anders uit. Met de hulp van onder meer CGI werd het strand aangepast aan de visie van de filmmakers. Het strand werd ook vlakker gemaakt, hetgeen de plaatselijke bewoners niet leuk vonden. Het strand heeft ondertussen dankzij de tsunami van 2004 zijn oude verschijningsvorm terug. Het gaat om het strand van het Thaise eiland Koh Phi Phi Lee.
Na de première van de film waren de meeste filmcritici niet te spreken over The Beach. Op de website Rotten Tomatoes kreeg de film een erg lage score. Jaren later zou hoofdrolspeler Leonardo DiCaprio zich ook distantiëren van de film omdat hij niet tevreden was met het resultaat. Hij werd voor zijn vertolking trouwens genomineerd voor een Razzie in de categorie Slechtste Acteur.

## Filmmuziek
De originele filmmuziek werd gecomponeerd door Angelo Badalamenti. De muziek is echter voornamelijk samengesteld uit nummers van diverse artiesten. Enkele bekende namen als Moby, Faithless en New Order lieten hun muziek gebruiken voor The Beach. Het nummer "Touched" van VAST is te horen in de film, maar werd niet op het album geplaatst.
1. "Snakeblood" (Leftfield) – 5:39
2. "Pure Shores" (All Saints) – 4:24
3. "Porcelain" (Moby) – 3:58
4. "Voices" (Dario G feat. Vanessa Quinones) – 5:19
5. "8 Ball" (Underworld) – 8:51
6. "Spinning Away" (Sugar Ray) – 4:24
7. "Return of Django" (Asian Dub Foundation feat. Harry Beckett & Simon de Souza) – 4:17
8. "On Your Own (Crouch End Broadway Mix)" (Blur) – 3:32
9. "Yéké yéké (Hardfloor Edit)" (Mory Kanté; remix door Hardfloor) – 3:55
10. "Woozy" (Faithless) – 7:53
11. "Richard, It's Business As Usual" (Barry Adamson) – 4:17
12. "Brutal" (New Order) – 4:49
13. "Lonely Soul" (UNKLE feat. Richard Ashcroft) – 8:53
14. "Beached" (Orbital & Angelo Badalamenti) – 6:45

Na het album met de nummers van diverse artiesten werd ook de filmmuziek van componist Angelo Badalamenti uitgebracht.
1. Bizarre City – 4:08
2. Beach Theme [Swim to Island] – 3:24
3. Vision of Fantasy – 4:03
4. Mournful Myth – 2:12
5. Starnight – 1:45
6. Killing Fields – 5:41
7. Blue Sex – 2:38
8. Beach Theme [Mythical Waters] – 1:59
9. Grassmark – 2:45
10. Daffy's Done – 2:15
11. Mystery of Christo – 1:53
12. Pure Victims – 2:44
13. Pursuit of a Shark – 1:54
14. Waterfall Cascade – 3:56
15. Dreamburst – 2:46

## Trivia
- Voor de scène waarin het personage van Leonardo DiCaprio zich in het woud terugtrekt, liet regisseur Danny Boyle zich inspireren door het computerspel Banjo-Kazooie.
- De landkaart uit de film werd ontworpen door Alex Garland, de schrijver van het boek waarop de film gebaseerd is.
- De vreemde taal die de leden van de commune proberen te leren, is Servisch.
- In het begin van de film ziet het hoofdpersonage enkele scènes uit Apocalypse Now (1979), later in het verhaal belandt hij in een commune. Ook in Apocalypse Now maakt een van de hoofdpersonages deel uit van een commune.
- Leonardo DiCaprio en Danny Boyle raakten tijdens de opnames betrokken bij een bootongeval. Niemand raakte echter gewond.
- DiCaprio behoorde tot de zogenaamde A-lijst van acteurs na Titanic. Hij verdween na het mindere succes van The Beach van die lijst en maakte zijn comeback in 2002, toen hij te zien was in de succesvolle films Catch Me If You Can van Steven Spielberg en Gangs of New York van Martin Scorsese.